# مهنا بن عيسى
حسام الدين مهنا بن عيسى  (المعروف أيضاً باسم مهنا الثاني؛ وُلد بعد عام 650هـ وتوفي في 8 ذو القعدة 735هـ/ 29 يونيو 1335م) صاحب تدمر وأمير العرب (قائد البدو) تحت حكم سلطنة المماليك. وقد شغل المنصب من عام 1284 حتى وفاته، وقد خُلِع واُعيد إلى منصبه هذا أربع مرات. وبما أنه كان زعيم عشيرة آل الفضل التابعة لقبيلة طيء، والتي هيمنت على بادية الشام، فقد كان يُمارس نفوذاً كبيراً على البدو. وهو كما وصفته المؤرخة أماليا ليفونيا بأنهُ كان «أكبر وأبرز أمراء الفضل» خلال عصره.
عُيِّن مهنا لأول مرة «أميرًا للعرب» ليحل محل والده عيسى بن مهنا في عام 1284، وقد سُجِن من قبل السلطان الأشرف صلاح الدين خليل في عام 1293، ولكن أطلق سراحه بعد عامين. وفي عام 1300، كان قائداً لجناح جيش المماليك في معركة وادي الخزندار ضد المغول الإيلخانية، ثم انشق في السنوات الأولى من عهد السلطان الناصر ناصر الدين محمد بن قلاوون (1310-1341)، معلناً حياده خارج الصراع بين المماليك والمغول لغرض تعزيز مصالحه الخاصة. وقد رد الناصر في نهاية المطاف بنفي مهنا وقبيلته إلى أعماق الصحراء السورية. لاحقاً أفلحت وساطة الأمير الأيوبي الأفضل محمد، ونجح في التوفيق بين مهنا والناصر عام 1330 وبقي مخلصاً للمماليك حتى وفاته بعد خمس سنوات.
وقد خلف مهنا ابنه موسى، وشغلت ذريته منصب أمير العرب على مدى العقود السبعة القادمة مع انقطاع بسيط. طوال فترة حكمه، مُنِح مهنا إقطاعيات عديدة من قبل الناصر، بما في ذلك تدمر وَسلمية وَسرمين ودوما. وقد انتقد مهنا في وقت لاحق قيام الناصر بتوزيع الإقطاعيات على القبائل البدوية، معتبراً أن ذلك سيغير طابع البدو وبدوره سيؤدي إلى إضعاف جيوش المسلمين.

## النسب

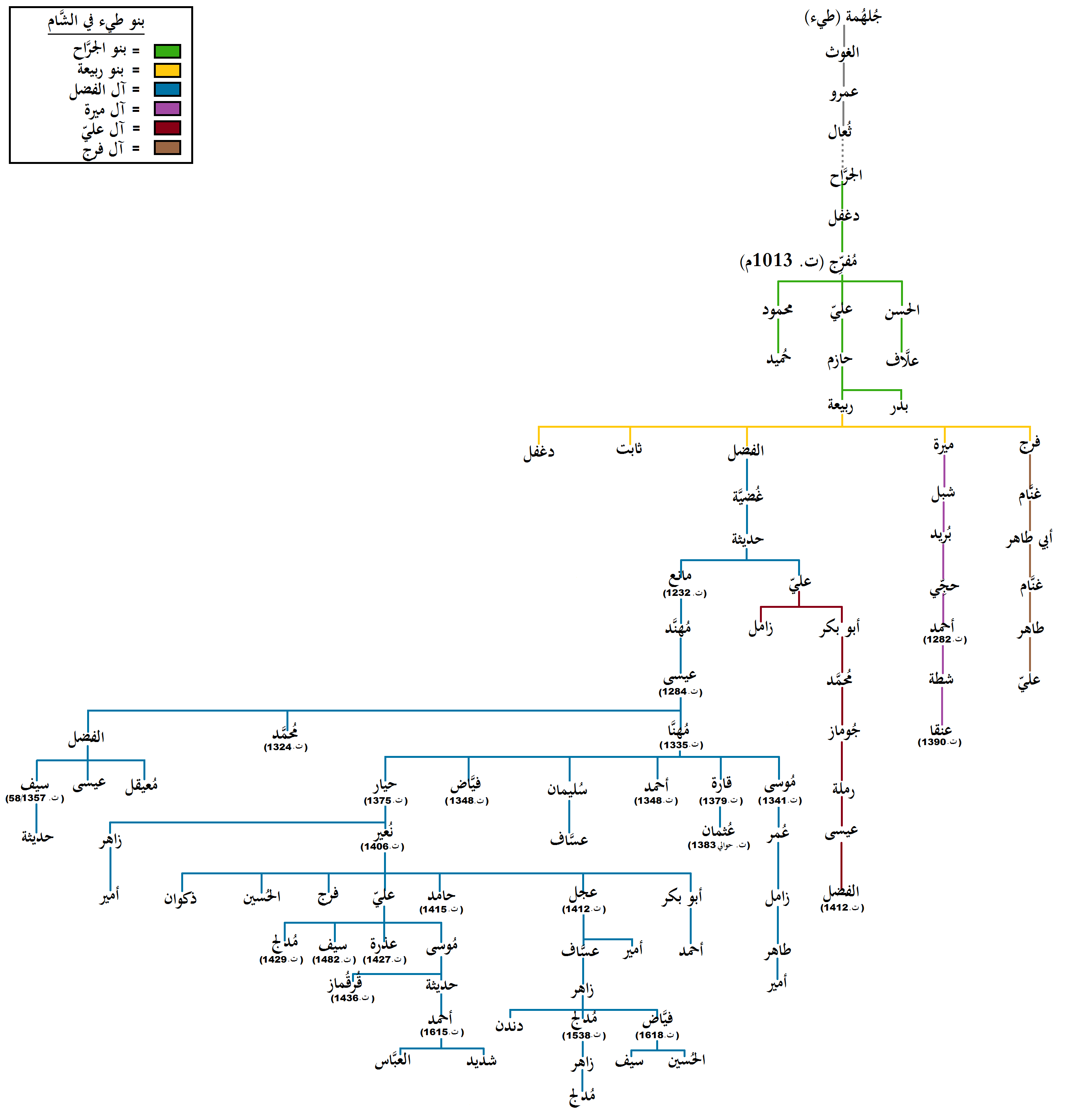
شجرة نسب قبيلة بنو طيء في سوريا. تُظهر فرع آل الفضل بالخطوط الزرقاء

مهنا، المعروف باسم مهنا الثاني، نشأ زمن نور الدين زنكي. وينتمي إلى عشيرة آل الفضل، وهي فرع من قبيلة طيء كهلان من العرب القحطانية، وهي قبيلة عريقة، ازداد عددهم بانضمام أحياء من زبيد وبني كلب وهذيل ومذحج إليهم، ينتقلون بين بلاد الشام ونجد وشبه الجزيرة العربية رغبة في المراعي، واتصلوا بالحكومات في بداية الدولة الأيوبية، فتولوا الحكم على أحياء العرب بين الشام والعراق وفلسطين. وهم يدعون بأنهم من نسل جعفر بن يحيى بن خالد البرمكي من ذرية الولد الذي جاءه من العبَّاسة أخت الرشيد. وجَدُّه هو مهنا هو الأمير مهنا بن مانع بن حديثة بن غُضَيَّة بن فضل بن ربيعة الطائي الشامي التدمري أو «مهنا الأول» وقد كان هذا الأخير زعيم العشيرة ويُلقب أحيانا باسم أمير العرب من قبل الحكومة المملوكية وهو الذي حضر مع السلطان سيف الدين قطز في معركة عين جالوت فكافأه على ذلك ومنحه سلمية إقطاعاً له؛ فأصبح ابنه عيسى أول صاحب لتدمر كمكافأة له لدعمه السلطان المملوكي المنصور سيف الدين قلاوون في معركة حمص الثانية في عام 1281، وكان عيسى ذا منزلة كبيرة عند الظاهر بيبرس أيضاً.
وقد كان مهنا رجلاً مهيباً، معظماً عند سلاطين المماليك ونوابهم في بلاد الشام، كما كان ملوك المغول يخافون سطوته، ويحذرون نقمته فيعملون على إرضائه ومداراته كلما حزبهم أمر، ولعله كان أكثر أمراء آل مهنا شهرة بين أمراء القبائل، فهو مسموع الكلمة، وشفاعته مجابة. وقد قال عنه صلاح الدين الصفدي في كتابه أعيان العصر وأعوان النصر: «كان هذا الأمير حسام الدين مهنا طويل النجاد، كثير الرماد، عزيز العتاد، ينخرط في سلوك الملوك، وتقصّر الشمس عن بلوغ مجده إذا كانت في الدّلوك، يتطفل الملوك على وفادته، ويرون سعادتهم دون سعادته، يبالغون في إنعاماته، ويزيدون فيما يجرونه في إقطاعاته» إضافة إلى ذلك ذكر بأن مهنا كان مشهوراً بكرمه وحلمه إذ سرد قصة أنّ أحمد بن حجي أمير آل مري الذي جاء عند طرنطاي نائب السلطان وادعى بأن آل الفضل سرقت ألفاً من بعيرهم، ومهنا بن عيسى موجود لا يقول شيئاً فأخد أحمد بن حجي في الصراخ، بينما ظل الأمير صامتاً، فقال طرنطاي مخاطباً الأمير مهنا: «ما تقول يا ملك العرب ؟» فأجاب: «وما أقول…؟ نعطيهم ما طلبوا هم أولاد عمنا، وإن كانت لهم هذه البعيرات، أعطيناهم حقهم، وإن كان ما لهم شيء، فما هو كثير إن أعطينا بني عمنا من مالنا أقل من أن يحصل فيها كلام، وأنا أعطيك إياها»، بينما ذكر ابن كثير الدمشقي عنه في كتابه البداية والنهاية: «الأمير سلطان العرب حسام الدين مهنا بن عيسى بن مهنا، أمير العرب بالشام،.. وقد كان كبير القدر، محترما عند الملوك كلهم بالشام ومصر والعراق، وكان ديّنا خيّرا، متحريا للحق، وخلف أولاداً وورثة وأموالاً كثيرة، وقد بلغ سنا عالية، وكان يحب الشيخ تقي الدين ابن تيمية حبا زائدًا، هو وذريته وعربه، وله عندهم منزلة وحرمة وإكرام، يسمعون قوله ويمتثلونه، وهو الذي نهاهم أن يُغِيرَ بعضهم على بعض، وعرفهم أن ذلك حرام، وله في ذلك مصنف جليل».
وقد كان لمهنا علاقات وطيدة مع رجالات عصره أمثال ابن تيمية وأبي الفداء صاحب حماة وقد شفع لابن تيمية في محنته؛ فأطلق السلطان الناصر محمد سراحه، كما طلب من السلطان تعيين أبي الفداء نائباً لحماة على قاعدة الملوك، فامتثل لطلبه.

## صاحب تدمر

### العهد الأول والثاني

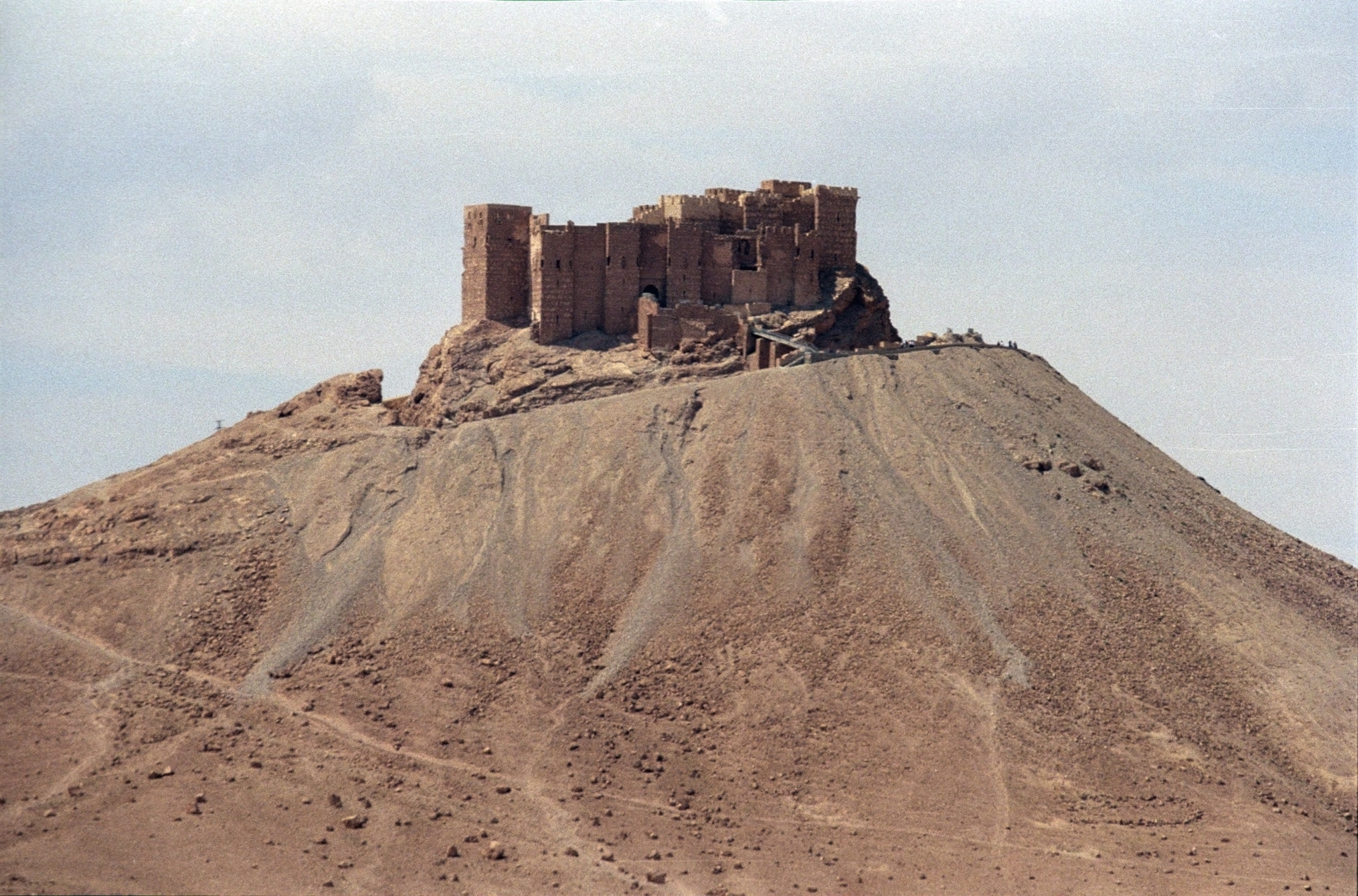
قلعة تدمر؛ مركز السلطة في المدينة

آل الحكم لمهنا صاحباً لتدمر وأمير العرب في عام 1284، بعد وفاة أبيه عيسى إذ تم تعيينه من قبل السلطان قلاوون بتقليد شريف وكان مهنا أعلى درجة من والده. زار مهنا خليفة قلاوون، السلطان الأشرف صلاح الدين خليل، في القاهرة عام 1291. وفي عام 1293، بعد الاحتفال بزفاف حفيدته، اجتمع مهنا وأبناؤه وإخوانه مع الأشرف خليل في آبار الفرقلس، بالقرب من حمص، حيث كان السلطان رفقة مجموعة لصيد كباش الجبل. وقد أوقف الأشرف خليل مهنا وسجنه مع عائلته في قلعة صلاح الدين الأيوبي بعد محاولة سابقة للقبض عليه باءت بالفشل. خلف مهنا بعد خلعه عمه، محمد بن أبو بكر، من سلالة آل علي من آل الفضل. بعد ذلك أُفرج عن مهنا وعائلته واستعاد منصب صاحب تدمر وأمير العرب بعد ذلك بعامين بواسطة السلطان العادل زين الدين كتبغا. في عام 1298، خرج مهنا لأداء فريضة الحج في مكة المكرمة.
أصبح مهنا في وقت لاحق قائداً للجناح الأيمن في الجيشي المملوكي خلال معركة وادي الخزندار في عامي 1299 - 1300، والتي هُزِم خلالها المماليك من قبل مغول الإلخانات. في عام 1311، انشق نائب حلب المملوكي، قراسنقور، وأصبح في صفوف الدولة الإلخانية، والتقا بمهنا نظراً لصداقة كانت تجمع بينهما إذ اتفقا بينهما على التعاون وأن لا يُسلم أحدهم الآخر فلما ذهب قراسنقور إلى حلب اجتمع مع مهنا فأراه كتاباً من السلطان مضمونه إمساكه به لكنه فعل عكس ذلك، فتحالفا للعهود التي تربطهما فأعطى مهنا له ملجئاً يحميه، وكانت زوجته عائشة بنت عسّاف تقوم بخدمته، كما حاول مهنا دون جدوى التوسط بين قراسنقور والسلطان الناصر ناصر الدين محمد بن قلاوون (حكم بين عامي 1310–1341). وبسبب هذه الظروف وإضافة إلى شكوك مهنا من تصرفات الناصر محمد السلبية نحو توسطه لصالح قرانسقور، أدى إلى هروب هذا الأخير إلى العراق الذي تسيطر عليه الدولة الإلخانية من أجل الأمان. ولهذه الغاية، في عام 1312، أرسل مهنا ابنه موسى إلى جلسة مباحثات مع محمد أولجايتو الإلخاني، وبعد ذلك، انشق مهنا وأصبح في صف هذا الأخير رفقة ابنه سليمان؛ على عكس والده، ظل موسى موالياً للمماليك. أعطى أولجايتو مهنا إقطاعات الحلة، جنوب بغداد. رفض الناصر محمد إبقاء مهنا صاحباً لتدمر، فعين شقيقه الفضل بن عيسى في مكانه.

### العهد الثالث
وصل مهنا إلى المحكمة الإلخانية في عام 1316، ولكن بعد ذلك، قرر العودة إلى تدمر حيث استدعاه السلطان إلى المحكمة في القاهرة. حاول مهنا أن لا يجتمع مع السلطان، فقام بإرسال أشقائه وأولاده بدلاً عنه. واستطاع مهنا الحصول على عفو السلطان، فاستعاد منصبه في عام 1317. أظهر الانشقاق للحصول على عفو الناصر وكانت هذه أول حلقة في سياسة مهنا لكسب ود كل من المماليك والإلخانيين. ووفقاً للمؤخر المعاصر أبو الفداء، فقد حاول مهنا الحفاظ على علاقات جيدة مع آل الفضل، فانتهج سياسة منح كل من المماليك والإلخانيين لإقطاعات، فيما بقي هو محايداً «أي أنه لم ينظم لأي جماعة أو شيء من هذا القبيل؛ ولم يقم بذلك من قبل». علاوة على ذلك، شارك آل الفضل أيضاً في هذه السياسة مع مهنا، وإن كان ذلك سراً؛ كتب المؤرخ المعاصر شهاب الدين أحمد بن فضل الله العمري: «اتفق مهنا وآل الفضل على تنفيذ هذه السياسة، ولكن علناً كانوا على خلاف ذلك».
سعى الناصر إلى الحفاظ على آل الفضل الموالين له ومنع انشقاقهم وانخراطهم في صفوف الإلخانيين، فضلاً عن ضمانه أنهم لن يشكلوا خطراً على طرق السفر. ولإنجاز هذا، اعتمد الناصر سياسة لم يسبق لها مثيل بين السلاطين المملوكيين بمنح إقطاعات واسعة إلى البدو، تحت اسم آل الفضل. وعلاوة على ذلك، منح الناصر الأشخاص المنتمين لعائلة الفضل كذلك إقطاعات مربحة كانت في حوزة الأمراء المملوكيين لمدن حلب، وحماة ودمشق (إذ كان يتم تعويض الأمراء المملوكيين عادة بإقطاعات أخرى). بالإضافة إلى مدن تدمر، وسرمين وسلمية، كان يريد مهنا أيضاً السيطرة على بلدة دوما في غوطة دمشق باعتبارها إقطاع. انتقد مهنا قيام الناصر بتوزيع إقطاعات على رجال القبائل، لاعتقاده أن هذه التجاوزات سوف تدمر طابع البدو، وفي نهاية المطاف، سوف تضعف الجيوش المسلمة. قال الناصر: «حتى لو كنت [منها] ترغب في تغيير هذا الوضع... فأنت لن تكون قادراً على القيام بذلك لأن رجال القبائل وافقوا عليه».
تواصل مهنا في وقت لاحق مع الإلخانيين، مما أدى إلى قيام السلطان بنفيه مع كل قبيلته في عام 1320. وبناءً على أمر الناصر، قاد الجيش المملوكي في سوريا آلأ الفضل من منطقته في سلمية وأخده رفقة أتباعه إلى بلدتي قلعة الرحبة وعانة الحصينتين الواقعتين على نهر الفرات. وفقاً لابن أبي الفضائل، فقد عوقب مهنا لأنه لم يلتزم باتفاق عقده ابنه سليمان مع الناصر في عام 1319. حيث نص هذا الاتفاق على أن يأخد آل الفضل 250,000 درهماً فضياً وعلى إقطاعات درعا وبصرى مقابل انضمامه للجيش المملوكي ومساعدته له في الحملة القادمة ضد سنجار التي يسيطر عليها الإلخانيين؛ قدم الناصر الإقطاعات والمال، ولكن عندما وصل الجيش المملوكي، توقفت قوات مهنا في أورد بالقرب من مدينة تدمر، ومنعهم من المرور عبر أراضي آل الفضل. فتم نفي قبيلته من مخيماتها في سهوب تدمر واضطرت للعيش في عمق الصحراء السورية.

### العهد الرابع والوفاة
بعد مرور عشر سنوات، تحدث مهنا مع أمير حماة الأفضل محمد الأيوبي (التابع للمماليك)، وطلب منه أنه يتوسط له مع السلطان لصالحه؛ فاصطحبه معه إلى مصر لتقديم فروض الطاعة والولاء وفي نهاية المطاف، عفا السلطان الناصر عن مهنا، وأعاده إلى منصبه في عام 1330 وأعطاه مالاً وإقطاعات. أظهر هذا نهاية سياسة مهنا بالتقرب من المماليك والإلخانيين في نفس الوقت. بعد ذلك، ظل موالياً للسلطنة حتى وفاته بالقرب من سلمية في يونيو 1335، عن عمر يناهز 80 سنة. وقد ذُفن في أرض له قرب القرية بينها وبين سلمية مسافة بريد. وفقاً للمؤرخ تريتون، فقد كان هناك حداد عام بسبب وفاة مهنا وحزن العرب عليه، وأقاموا عليه مأتماً عظيماً، واجتمع الرجال لذلك والنساء من البلاد والقرى، وكانت النساء يرتدين الأسود خلال هذه المدة. وقال صلاح الدين الصفدي عن وفاته في كتابه أعيان العصر وأعوان النصر:

## الإرث
ترك مهنا عدداً من الأولاد وهم: موسى، وسليمان، وأحمد، وفيّاض، وحيار، وقَارَا، وحمام، وهيازع، وجُوَيف، وشُعْبَه، وتوبَلة وعنقا لكنهم لم يكونوا خير خلف له، إذ نهجوا طريق النهب والسرقة والعسف والجور؛ ومنهم ابنه سليمان بن مهنا الذي طغى وعندما تُوفي عام 744هـ/1343، استبشر وفرح الناس بذلك، وأيضاً ابن أخيه سيف بن فضل بن عيسى الذي لم يظل في الإمارة إلا مدة قصيرة حيث خُلع عام 746هـ.
ولقد وصفت المؤرخة أماليا ليفانوني مهنا بأنه كان «أعظم وأبرز أمير» من آل الفضل خلال عصره. في 1352، كانت تضم سلالة مهنا 110 رجل، باحتساب عشائره، إقطاعاته ومناطقه الأميرية. ووفقاً لليفانوني، فقد كانت تحذيرات مهنا للناصر بتداعيات توزيع الإقطاعيات ثم الاستيلاء عليها «صحيحة»، حيث بعد وقت قصير من وفاة مهنا، هدد خليفته وهو ابنه موسى ببدء الثورة البدوية والانضمام إلى الإلخانيين إذا لم يعد الناصر لمصادرة الإقطاعيات التي منحها لآل الفضل.

## الملاحظات
1. ↑  اسمه الكامل مع نسبه: حسام الدين مهنا بن عيسى بن مهنا بن مانع بن حديثة بن عضية بن الفضل بن بن ربيعة بن حازم بن علي بن المفرج بن دغفل بن الجراح الشامي الطائي التدمري[2]